# Athalamia andina
Athalamia andina là một loài rêu trong họ Cleveaceae. Loài này được Spruce S. Hatt. mô tả khoa học đầu tiên năm 1954.